# SOSTDC1
SOSTDC1 (англ. Sclerostin domain containing 1) – білок, який кодується однойменним геном, розташованим у людей на короткому плечі 7-ї хромосоми. Довжина поліпептидного ланцюга білка становить 206 амінокислот, а молекулярна маса — 23 307.
| 10         |  | 20         |  | 30         |  | 40         |  | 50         |
| ---------- |  | ---------- |  | ---------- |  | ---------- |  | ---------- |
| MLPPAIHFYL |  | LPLACILMKS |  | CLAFKNDATE |  | ILYSHVVKPV |  | PAHPSSNSTL |
| NQARNGGRHF |  | SNTGLDRNTR |  | VQVGCRELRS |  | TKYISDGQCT |  | SISPLKELVC |
| AGECLPLPVL |  | PNWIGGGYGT |  | KYWSRRSSQE |  | WRCVNDKTRT |  | QRIQLQCQDG |
| STRTYKITVV |  | TACKCKRYTR |  | QHNESSHNFE |  | SMSPAKPVQH |  | HRERKRASKS |
| SKHSMS     |  |            |  |            |  |            |  |            |

A: Аланін

C: Цистеїн

D: Аспарагінова кислота

E: Глутамінова кислота

F: Фенілаланін

G: Гліцин

H: Гістидин

I: Ізолейцин

K: Лізин

L: Лейцин

M: Метіонін

N: Аспарагін

P: Пролін

Q: Глутамін

R: Аргінін

S: Серин

T: Треонін

V: Валін

W: Триптофан

Задіяний у таких біологічних процесах, як сигнальний шлях Wnt, альтернативний сплайсинг. 
Секретований назовні.